# Ladislav Štaidl
Ladislav Štaidl (10. března 1945 Stříbrná Skalice – 30. ledna 2021 Praha) byl český hudebník, kytarista, pianista, dirigent, kapelník, skladatel, textař, hudební aranžér, zpěvák a podnikatel. Spolupracoval zejména se zpěvákem Karlem Gottem. Jeho starší bratr Jiří Štaidl byl také hudebníkem a textařem.

## Životopis
V letech 1957–1961 studoval hru na klavír a kompozici u prof. Františka Kubelíka. Svou hudební dráhu začínal v roce 1962 jako kytarista se skupinou Crazy Boys, kterou zakládal společně s Miki Volkem, Ondřejem Suchým a Miroslavem Berkou. Na podzim roku 1963 se společně s bratrem Jiřím spolupodíleli na činnosti klubu a kapely Olympic ve Spálené ulici, měli za sebou práci v Karlínském kulturním kabaretu (přezdívaném Karkulka), vedeném Jiřím Brabcem. V tomto roce začal pracovat i pro divadlo Semafor, kde se seznámil s Karlem Gottem. Společně s ním a s bratrem Jiřím pak v roce 1965 založili Divadlo Apollo, a v roce 1967 z hudební skupiny Divadla Apollo vznikl Orchestr Ladislava Štaidla.
V roce 1967 odjeli společně s Karlem Gottem na osmiměsíční angažmá do Las Vegas ve státě Nevada v USA.
Byl dlouholetým vedoucím Orchestru Ladislava Štaidla, kapely, která doprovázela zpěváka Karla Gotta, také bývalým přítelem zpěvačky Ivety Bartošové, se kterou má syna Artura (* 11. října 1996).
- 1974 – Svatba v září roku 1974
- 1974 – narození syna Jiřího (* 19. prosince 1974)
- 1976 – narození syna Jana (* 13. května 1976)
- 1977 – podpis Anticharty[5]
- 1977 a 1978 – Zlatý slavík Orchestru Ladislava Štaidla
- 1979 a 1981 – Stříbrný slavík Orchestru Ladislava Štaidla
- 1980, 1982 a 1984 – Bronzový slavík Orchestru Ladislava Štaidla
- 1984 – zlatá deska Orchestru Ladislava Štaidla za 4 000 000 prodaných LP
- 1989 – ukončení činnosti Orchestru Ladislava Štaidla
- 1992 – ukončení profesionální hudební činnosti
- 1993 – diamantová deska Ladislavu Štaidlovi za 7 500 000 prodaných nosičů s jeho tituly
- 1996 – narození syna Artura (* 11. října 1996)
- 2001 – Rozvod manželství s Annou Štaidlovou (* 29. listopadu 1946)
- 2003 – autobiografie Víno z hroznů (za 6 měsíců prodáno 50 000 výtisků)
- 2005 – kniha Desátý klíč
- 2006 – kniha Rendez-vous s paní Zuzanou
- 2008 – v lednu vychází článek v MF DNES, v němž se uvádí, že jeden rok (1982–1983) byl Ladislav Štaidl veden Státní bezpečností jako důvěrník s krycím jménem Mistr, evidenční číslo 36 382 (Necenzurované noviny č. 04/2000). Stalo se tak bez jeho vědomí, když bezpečnost hledala autora dopisu vydírajícího Karla Gotta. Autor článku o Ladislavu Štaidlovi píše: StB ho zprvu chválila. „V průběhu dosavadního styku se projevoval velmi kladně.“ Pak zřejmě zklamal. Po dvanácti měsících s ním totiž tajní styk přerušují. „Projevoval se u něho evidentní alibismus a vychytralost i snaha využít styku k získání vlastních informací“, napsal estébák Jaroslav Grabmüller. Ve svazku nejsou žádné dokumenty svědčící o tom, že by Štaidl na někoho konkrétního donášel. (Autor: Ondřej Šťastný)
- 2015: Medaile za zásluhy
- 2021: Hospitalizace ve Všeobecné fakultní nemocnici v Praze s covidem
- 2021: Úmrtí

Ladislav Štaidl napsal hudbu k cca 80 televizním a celovečerním filmům, které režírovali Zbyněk Brynych, Jaromil Jireš, Juraj Jakubisko, Jaroslav Dudek, Hynek Bočan, Jiří Adamec, Ladislav Rychman, Karel Steklý, Evžen Sokolovský, Ján Roháč, Radúz Činčera, Tomáš Vondrovic a Jan Fuchs. Je autorem cca 200 písní a textů, nejčastěji psaných pro Karla Gotta, Dalibora Jandu, Darinu Rolincovou a Ivetu Bartošovou. V roce 1992 ukončil činnost v umělecké branži, o čemž spisovatelka Zdena Frýbová napsala toto: „Jeho stručné a neemotivní vysvětlení, že ho unavily kampaně proti jeho osobě, a proto si šel pročistit hlavu do jiné branže, neberu. Pobavilo mě však zklamání jeho nepřátel, když zjistili, že mu ve skutečnosti pomohli k nesrovnatelně vyšším a pohodlnějším příjmům, protože ten zatracenej Štaidl je dobrý a úspěšný ve všem, na co sáhne, ať už je to muzika, podnikání anebo psaní knih.“
V roce 1986 byl jmenován zasloužilým umělcem a dne 28. října 2015 ho prezident Miloš Zeman vyznamenal medailí Za zásluhy.
Na začátku ledna 2021 byl hospitalizován kvůli komplikacím s nemocí covid-19, kterým dne 30. ledna 2021 ve Všeobecné fakultní nemocnici v Praze podlehl.

## Citát
Láďa byl naprosto skvělý kapelník. Schopný, vzdělaný, nadaný, přátelský, ale především to byla silná osobnost. Kdykoliv přišel na nějaké jednání, všichni věděli , že se dostavil PAN NĚKDO! Měl vystupování, mluvil plynně anglicky, německy a rusky, vyznal se dokonale ve své branži. Vždy bezvadně oblečený, příjemně vonící, s upravenými vlasy, s čistými botami... Byl to on,, kdo dal dohromady nás muzikanty, a měl šťastnou ruku. Vytvořil partu lidí, kteří se respektovali a byli schopni trávit spolu dlouhé dny, týdny i měsíce při zájezdech. Staral se o koncerty, jednal s pořadateli, domlouval zahraniční vystoupení.
Jan Žižka

## Známé písně
- Oheň, voda, vítr
- Vždycky jsem to já
- V parku, v herně
- Tak jdem
- Kávu si osladím
- Přijela pouť
- Jsou dny, kdy svítá o něco dřív
- Mží ti do vlasů
- Málo mě zná
- Čo o mne vieš
- Ak náhodou
- Anjelik moj
- Dva roky prázdnin
- Když láska schází
- Trezor
- Nevinná
- Pábitelé
- Začínám žít
- Sklípek
- Nepiš dál
- Nestarej se, kamaráde
- Odnauč se říkat ne
- Ráno jedu dál
- Svět má ty chvíle rád
- Káva a rýže
- Ospalé ráno
- Dívka toulavá
- A průvod šel dál
- Když písně lžou
- Grandhotel u tří strun
- Pár iluzí na úvěr
- Bludička L
- Jsou dny, kdy svítá o něco dřív
- Jak by ne
- Až tě paže mý ovinou
- Zelené ticho
- Poslední bezejmenná

## Tvorba

### Diskografie
Kromě alb, která obsahují hudbu nebo texty Ladislava Štaidla, byla vydána i alba:
- 1981 – Ladislav Štaidl – Supraphon, LP
- 1988 – Šťastné znamení – Supraphon 11 0031, LP
- 1993 – Diamantová deska, 46 hitů a 20 hvězd původní nahrávky z let 1963–1989 – Supraphon, CD
- 2010 – Mží ti do vlasů – Supraphon SU 5821-2 EAN: 0 99925 58212 8, 2CD[7]